# سیستم گسسته
سیستم گسسته سیستمی دارای تعداد قابل شمارش موقعیتِ حالت است. سیستم گسسته در مقابل سیستم پیوسته قرار دارد که می‌تواند سیستم آنالوگ نیز خوانده شود. برای تحلیل یک سیستم گسسته و حالت نهایی آن، اغلب از مدل‌سازیِ گراف (ریاضی) استفاده شده و درستی و پیچیدگیِ آن بوسیله نظریه محاسبات مورد تحلیل قرار می‌گیرد. مدل (ریاضی) باید دارای تعداد شمارش‌پذیرِ موقعیت حالتِ سیستمِ گسسته را به دقت توضیح داده باشد.
رایانه، یک ماشین حالات متناهی است که می‌توان آن را به عنوان سیستم گسسته در نظر گرفت. از آنجا که رایانه برای مدل‌سازیِ نه تنها سیستم‌های گسسته، بلکه سیستم‌های پیوسته نیز بکار می‌رود، روش‌هایی برای نمایش سیستم‌های پیوسته‌ی دنیای واقعی گسترش یافته است. 